# Señales de tráfico de circulación
Las señales de tráfico de circulación son aquellas que indican en qué sentido debe circularse.
Estas señales son redondas o cuadradas, y de color azul. Las redondas indican obligatoriedad y las cuadradas son informativas.
El cuadro siguiente muestra las señales de circulación más comunes, pero no todas las que existen.
Volver a:   Señales de tráfico
| 5. Señales de circulación                       | 5. Señales de circulación           | 5. Señales de circulación | 5. Señales de circulación | 5. Señales de circulación                                             |
| ----------------------------------------------- | ----------------------------------- | ------------------------- | ------------------------- | --------------------------------------------------------------------- |
| Circulación obligatoria alrededor de la rotonda |                                     |                           |                           |                                                                       |
|                                                 | Giro obligatorio a la derecha       |                           |                           | Circulación obligatoria en sentido recto o mediante giro a la derecha |
|                                                 | Vía de doble sentido de circulación |                           |                           | Preferencia de paso respecto a tráfico en contra                      |

- Datos: Q6126591